# Skylab Rescue

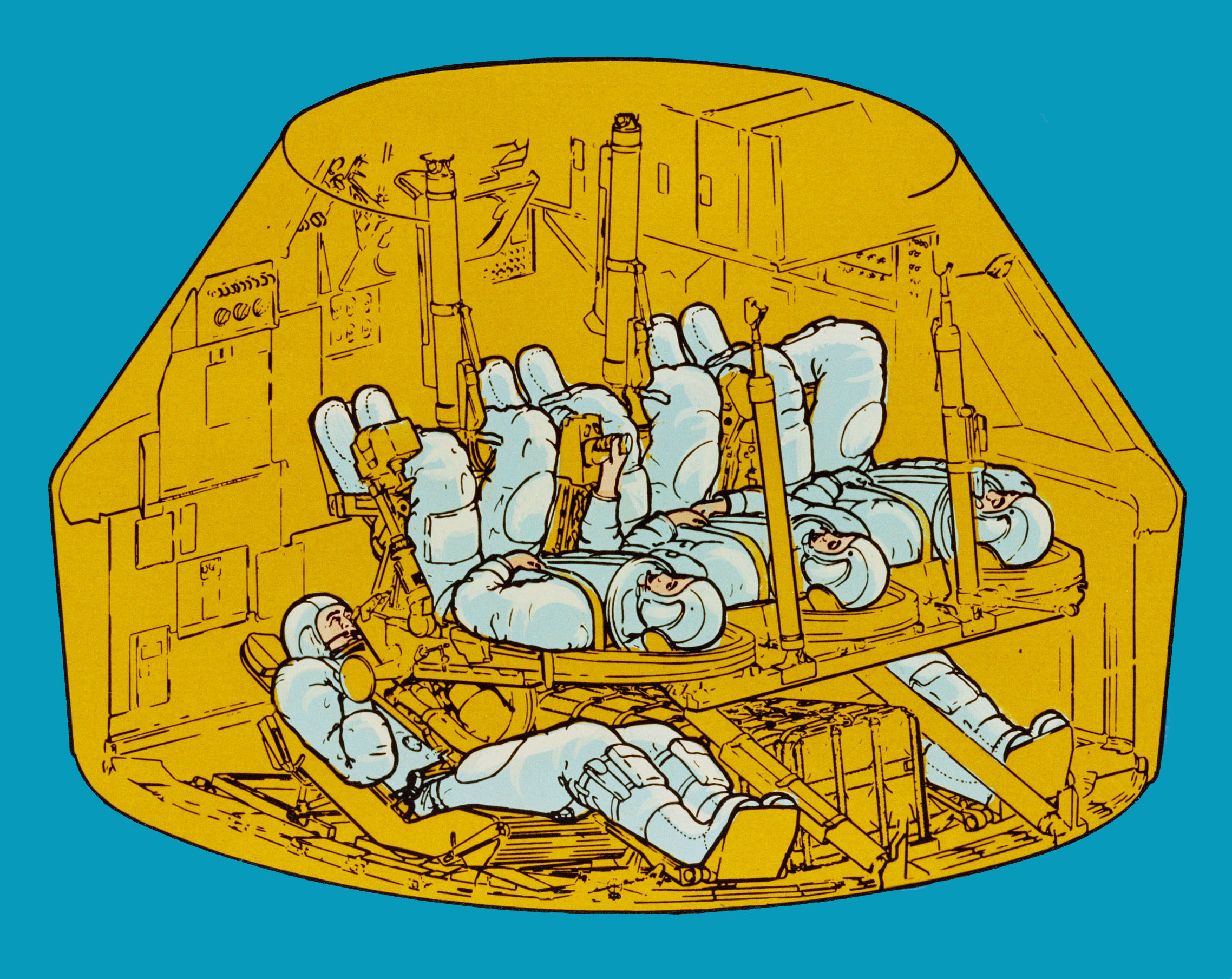
In der umgebauten Kommandokapsel hatten fünf Astronauten Platz.

Skylab Rescue war eine geplante Raumfahrtmission im Rahmen des US-amerikanischen Skylab-Projekts.
Für den Fall, dass die drei Besatzungsmitglieder nicht mit ihrem eigenen Raumschiff zur Erde zurückkehren könnten, sollte ein spezielles Rettungsraumschiff mit zwei weiteren Besatzungsmitgliedern zur Raumstation starten und die Skylab-Besatzung dort abholen. Da dieser Notfall nicht eintrat, wurde Skylab Rescue nie durchgeführt.

## Hintergrund
Die Besatzung der Raumstation Skylab bestand aus drei Astronauten. Der Flug zur Raumstation wurde in einem Apollo-Raumschiff durchgeführt. Nachdem die Astronauten in die Raumstation umgestiegen waren, wurden die Systeme des Raumschiffs abgeschaltet, aber es blieb funktionsbereit und konnte im Notfall die Rückkehr zur Erde sicherstellen.
Für den Fall, dass das Apollo-Raumschiff defekt war, oder der Zugang dorthin nicht möglich war, wurde erstmals in der Geschichte der Raumfahrt eine Rettungsmission geplant. Dabei würde das Ersatzraumschiff, ein auf fünf Plätze umgebautes und von nur zwei Astronauten gesteuertes Apollo-Kommandomodul, mit einer Saturn IB zum Skylab starten und am zweiten Dockingport ankoppeln. Die drei Skylab-Astronauten würden zusteigen und das Raumschiff mit fünf Mann Besatzung zurückkehren.

## Einsatzplan
Zur Raumstation Skylab waren drei bemannte Missionen geplant:
- Skylab 2 mit der Rakete AS-206 und dem Raumschiff CSM-116; Besatzung: Conrad, Weitz, Kerwin; Ersatzmannschaft: Schweickart, McCandless, Musgrave
- Skylab 3 mit der Rakete AS-207 und dem Raumschiff CSM-117; Besatzung: Bean, Lousma, Garriott; Ersatzmannschaft: Brand, Lind, Lenoir
- Skylab 4 mit der Rakete AS-208 und dem Raumschiff CSM-118; Besatzung: Carr, Pogue, Gibson; Ersatzmannschaft: Brand, Lind, Lenoir

Nach jedem Start sollte die folgende Rakete und das folgende Raumschiff für eine mögliche Rettungsmission bereitgehalten werden.
Nach dem Start von Skylab 4 würde die Ersatzrakete AS-209 und das Ersatzraumschiff CSM-119 bereitgehalten. CSM-119 war das letzte Raumschiff, das in der Apollo-Serie hergestellt wurde.

## Geplanter Missionsablauf
Im Kennedy Space Center stand nur eine einzige Startrampe für die Skylab-Missionen zur Verfügung. Nach einem Raketenstart war sie frühestens nach 22 Tagen für eine neue Mission einsatzbereit. Auch die Vorbereitung der Rakete benötigte viel Zeit, so dass es je nach Missionsphase 12 bis 48 Tage dauern würde, bis die Rettungsmission startbereit wäre.
Die Vorbereitung des Apollo-Kommandomoduls benötigte jedoch nur etwa acht Stunden. Hierbei konnten verschiedene Stauräume umgebaut und zwei weitere Liegen und Lebenserhaltungssysteme eingebaut werden, so dass statt der üblichen drei nun fünf Astronauten Platz fanden.
Beim Start würde die mittlere der drei üblichen Liegen unbelegt bleiben, jedoch mit Ballast beschwert.
Wenn das Rettungsraumschiff unterwegs war, hätten die drei Skylab-Astronauten Raumanzüge angelegt und sich in den Kopplungsadapter begeben. An einem der beiden Kopplungsstutzen läge das nicht funktionsfähige Apollo-Raumschiff. Es wäre möglich gewesen, dies mechanisch abzukoppeln und von der Raumstation fortzudrücken, aber das war nicht unbedingt notwendig, denn das Rettungsraumschiff hätte auch am zweiten Kopplungsstutzen anlegen können.
Der Rettungsflug zur Raumstation und zurück sollte nicht länger als fünf Tage dauern.
Die Planung, die ab 1970 lief, ging davon aus, dass die drei Skylab-Astronauten noch genügend Vorräte an Sauerstoff und Lebensmitteln hätten, um die Ankunft des Rettungsschiffs abzuwarten.
Eine Rettungsmission wäre nicht möglich gewesen, wenn der Notfall erst eingetreten wäre, nachdem die Skylab-Astronauten ihr Raumschiff für den Rückflug zur Erde betreten und von der Raumstation abgekoppelt hätten.

## Startvorbereitungen während Skylab 3
Während der zweiten Skylab-Mission Skylab 3 traten an zwei von vier Steuertriebwerksystemen (Quads) des Apollo-Raumschiffs Probleme auf. Zwar war das Raumschiff auch noch mit zwei Quads voll steuerbar, es bestand jedoch das Risiko, dass die zwei Defekte zusammenhingen und auch die restlichen beiden Quads ausfielen, was eine Rückkehr zur Erde unmöglich machen würde.
Unter normalen Umständen wäre die Mission abgebrochen worden. Weil aber die Möglichkeit eines Rettungsflugs bestand, konnte das Problem in Ruhe analysiert werden. Gleichzeitig lief aber die Vorbereitung des Rettungsflugs auf Hochtouren. Die Arbeiten an Startrampe, Rakete und Raumschiff liefen ab dem 3. August 1973 rund um die Uhr. Damit wäre ein Start am 9. September möglich gewesen.
Als Besatzung für diesen Rettungsflug standen Kommandant Brand und Pilot Lind bereit, weil diese zusammen mit dem Wissenschaftsastronauten Lenoir die Ersatzmannschaft für Skylab 3 bildeten.
Es stellte sich heraus, dass die beiden Probleme an den Steuertriebwerken voneinander unabhängig waren und die beiden anderen Quad-Systeme nicht beeinträchtigt waren. Ab dem 13. August wurde dann wieder im normalen Tempo gearbeitet, so dass ein Start noch am 25. September möglich wäre. Ab 10. September wurde das Raumschiff in einem Zustand gehalten, der einen Start innerhalb der nächsten neun Tage ermöglicht hätte. Mit der Wasserung von Skylab 3 am 25. September wurde der Starttermin wieder auf den 10. November gelegt.